# Gais 1938/1939
Fotbollsklubben Gais spelade säsongen 1938/1939 i Division II Västra, sedan man föregående säsong för första gången hade åkt ur allsvenskan. Gais slutade tvåa i serien efter IFK Göteborg och fick fortsätta i Division II.
Inget cupspel genomfördes denna säsong.

## Division II Västra
Inför säsongen ryktades Degerfors IF:s framgångsrika inner Bengt Benjaminsson ansluta till Gais, då han hade fått arbete i Göteborg. Han gick emellertid i stället till Gårda BK. Helge Liljebjörn slutade efter degraderingen från allsvenskan, och Holger Johansson gjorde endast sex matcher för Gais under säsongen. Stjärninnern Åke Andersson stannade kvar i klubben under hösten och gjorde hela 8 mål på 6 matcher, men lockades inför vårsäsongen över till AIK. I övrigt förlitade sig klubben på ledargestalten Sven "Jack" Jacobsson, som kunde spela på i stort sett samtliga positioner, samt de defensiva klipporna Carl Johnsson och Folke Lind, samtidigt som man lotsade in tidigare reserver som Göte "Knubben" Sjösten och Rune Östling i A-laget.
Gais blev, som ett av Sveriges för tiden mest meriterade lag, ett populärt motstånd bland bortasupportrarna i orter som Arvika, Billingsfors, Deje, Jonsered, Tidaholm och Varberg, och många publikrekord slogs på dessa orter. I Varberg såg exempelvis 4 622 åskådare hemmalaget vinna med 1–0 efter en tveksamt dömd straff.
Trots en stark säsong slutade Gais endast tvåa i serien, en poäng efter IFK Göteborg, som även de hade flyttats ner föregående år. Båda derbyna klubbarna emellan slutade oavgjort, 1–1 och 0–0; den sistnämnda matchen lockade hela 16 000 åskådare till en match där Gais hade övertaget men inte lyckades avgöra.
Trots att Gais spelade i andradivisionen hade man under säsongen tre landslagsspelare: Sven Jacobsson, Folke Lind och Åke Andersson.

### Tabell
| Nr | Lag              | S  | V  | O | F  | GM | IM | MS  | P  |
| -- | ---------------- | -- | -- | - | -- | -- | -- | --- | -- |
| 1  | IFK Göteborg (N) | 18 | 13 | 4 | 1  | 48 | 11 | +37 | 30 |
| 2  | Gais (N)         | 18 | 12 | 5 | 1  | 42 | 13 | +29 | 29 |
| 3  | Varbergs BoIS    | 18 | 12 | 2 | 4  | 38 | 22 | +16 | 26 |
| 4  | Tidaholms GIF    | 18 | 8  | 5 | 5  | 40 | 24 | +16 | 21 |
| 5  | Billingsfors IK  | 18 | 8  | 2 | 8  | 31 | 37 | −6  | 18 |
| 6  | Karlskoga IF     | 18 | 5  | 6 | 7  | 29 | 37 | −8  | 16 |
| 7  | Jonsereds IF     | 18 | 6  | 3 | 9  | 27 | 25 | +2  | 15 |
| 8  | Deje IK (U)      | 18 | 3  | 4 | 11 | 27 | 45 | −18 | 10 |
| 9  | Arvika BK        | 18 | 2  | 4 | 12 | 28 | 63 | −35 | 8  |
| 10 | Fässbergs IF     | 18 | 2  | 3 | 13 | 21 | 54 | −33 | 7  |

### Seriematcher
| Lag             | Hemma | Borta |
| --------------- | ----- | ----- |
| IFK Göteborg    | 1–1   | 0–0   |
| Varbergs BoIS   | 3–0   | 0–1   |
| Tidaholms GIF   | 1–1   | 2–2   |
| Billingsfors IK | 3–0   | 4–0   |
| Karlskoga IF    | 4–0   | 2–0   |
| Jonsereds IF    | 1–1   | 1–0   |
| Deje IK         | 5–2   | 3–2   |
| Arvika BK       | 5–1   | 3–2   |
| Fässbergs IF    | 2–0   | 2–0   |

## Spelarstatistik

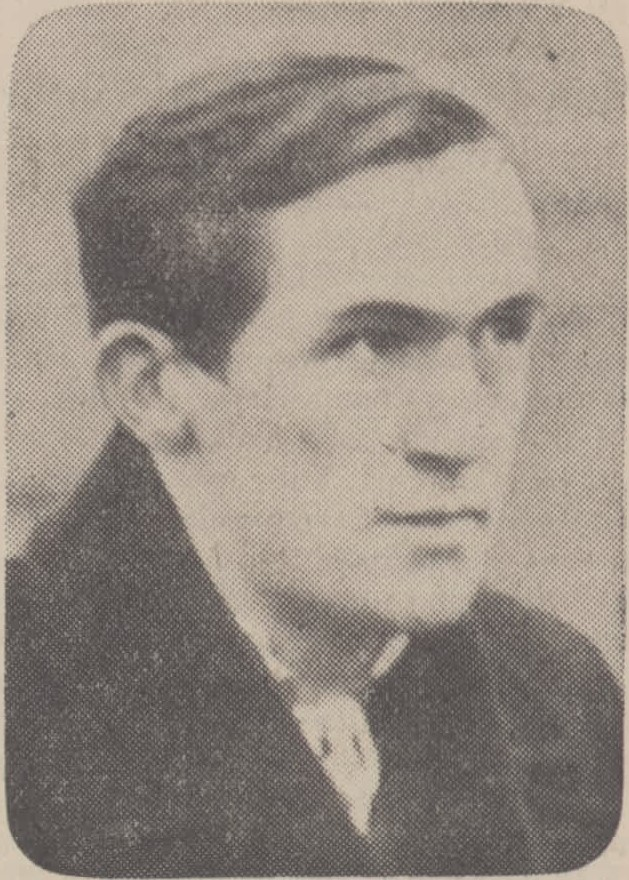
Veteranen Carl Johnsson spelade samtliga matcher för Gais 1938/1939.

| Spelare               | Matcher | Mål |
| --------------------- | ------- | --- |
| Göte Sjösten          | 18      | 8   |
| Sven Jacobsson        | 18      | 7   |
| Carl Johnsson         | 18      |     |
| Folke Lind            | 18      |     |
| Rune Östling          | 17      | 3   |
| Helmer Lundgren       | 17      | 1   |
| Erik Angren (mv)      | 16      |     |
| Gustaf Andersson      | 13      | 3   |
| Egon Niklasson        | 12      | 4   |
| Henry Andersson       | 11      | 2   |
| Torsten Johansson     | 10      | 1   |
| Erland Samuelsson     | 8       |     |
| Åke Andersson         | 6       | 8   |
| Holger Johansson      | 6       | 2   |
| Carl Nilsson          | 4       |     |
| Gunnar Andersson      | 2       | 3   |
| Henning Lundgren (mv) | 2       |     |
| Arne Gustafsson       | 1       |     |
| Åke Schön             | 1       |     |